# Kemloko (Kranggan)
Kemloko is een bestuurslaag in het regentschap Temanggung van de provincie Midden-Java, Indonesië. Kemloko telt 4374 inwoners (volkstelling 2010).